# Arieh Worthalter
Arieh Worthalter (Parigi, 25 marzo 1985) è un attore belga.

## Biografia
Nato a Parigi da madre belga e padre francese studia all'Institut national supérieur des arts du spectacle et des techniques de diffusion di Bruxelles dove si diploma in arte drammatica. La sua attività si alterna tra cinema e teatro.
Ha vinto il Premio Magritte nel 2019 e 2020 come migliore attore non protagonista.

## Filmografia parziale
- Les Anarchistes, regia di Élie Wajeman (2015)
- Marie Curie, regia di Marie Noëlle (2016)
- Éternité, regia di Trần Anh Hùng (2016)
- Bastille Day - Il colpo del secolo (Bastille Day), regia di James Watkins (2016)
- Razzia, regia di Nabil Ayouch (2017)
- La promessa dell'alba (La Promesse de l'aube), regia di Éric Barbier (2017)
- Girl, regia di Lukas Dhont (2018)
- Doppio sospetto (Duelles), regia di Olivier Masset-Depasse (2018)
- Stringimi forte (Serre moi fort), regia di Mathieu Amalric (2021)
- Il mistero del profumo verde (Le Parfum vert), regia di Nicolas Pariser (2022)
- Il caso Goldman (Le Procès Goldman), regia di Cédric Kahn (2023)
- Niente da perdere (Rien à perdre), regia di Delphine Deloget (2023)

## Doppiatori italiani
Nelle versioni in italiano delle opere in cui ha recitato, Arieh Worthalter è stato doppiato da:
- Franco Mannella in Girl, Doppio sospetto
- Alberto Bognanni ne Il mistero del profumo verde
- Simone D'Andrea in Marie Curie
- Francesco Prando ne Il caso Goldman
- Jacopo Venturiero in Niente da perdere
- Andrea Ward ne La promessa dell'alba

## Premi e riconoscimenti
- Premio César
  - 2024 – Migliore attore per Il caso Goldman
- Premio Lumière
  - 2024 – Migliore attore per Il caso Goldman
- Premio Magritte
  - 2018 – Candidatura alla migliore promessa maschile per Le Passé devant nous
  - 2019 – Migliore attore non protagonista per Girl
  - 2020 – Migliore attore non protagonista per Doppio sospetto
  - 2022 – Candidatura al miglior attore per Stringimi forte
  - 2024 – Migliore attore per Il caso Goldman
  - 2024 – Migliore attore non protagonista per Niente da perdere
  - 2025 – Migliore attore per Chiennes de vie